# 前203年
| 千纪： | 前1千纪 |
| 世纪： | 前4世纪 \| 前3世纪 \| 前2世纪                                                                                         |
| 年代： | 前230年代 \| 前220年代 \| 前210年代 \| 前200年代 \| 前190年代 \| 前180年代 \| 前170年代                               |
| 年份： | 前208年 \| 前207年 \| 前206年 \| 前205年 \| 前204年 \| 前203年 \| 前202年 \| 前201年 \| 前200年 \| 前199年 \| 前198年 |
| 纪年： | 西汉汉王四年 |

## 大事记
- 八月，西楚大司馬曹咎守成皋，堅守不出，劉邦命兵卒叫罵侮辱，曹咎憤怒，率兵渡汜水（今河南荥阳），欲与汉军决战，刘邦乘楚军半渡之时而攻擊，收成皋。
- 十月劉邦在陽夏固陵之戰擊敗項羽的楚軍，项羽向南逃跑到陈县。
- 十一月項羽與劉邦爆發楚漢最終大戰役陈下之战，漢軍先後奪陈县、寿春、城父，项羽逃到垓下。
- 塞琉古帝國與馬其頓王國密謀瓜分埃及國王托勒密五世的領土。
- 為因應古羅馬將軍大西庇阿對北非的攻擊，漢尼拔被召回迦太基。

## 出生
- 波利比烏斯，古希臘政治家和歷史學家，以《歷史》（Ἱστορίαι）一書留名傳世。（前120年逝世）
- 漢文帝劉恆

## 逝世
- 曹咎、司馬欣，成皋之战戰敗，皆自刎。